# ساوت ريفر (أونتاريو)
ساوت ريفر (بالإنجليزية: South River, Ontario)‏ هي قرية و municipality of Ontario تقع في كندا في أونتاريو. يقدر عدد سكانها بـ 1,049 نسمة .